# 剧本杀
剧本杀是一种玩家扮演剧本中的角色，来解决剧本中的谜题，从而达成游戏目的的實境角色扮演遊戲（LARP），起源于“谋杀推理游戏”（英語：Murder mystery game，又译“谋杀之谜”）；有线上与线下两种游玩方式。

## 介绍
剧本杀往往拥有角色选择、剧本研读、线索搜查、圆桌讨论、票选凶手、谜题揭晓、案件复盘等七个游戏环节。在剧本杀开始之前，每位玩家会选择不同的角色，并获得相对应的角色剧本，每个玩家通过该角色的单一视角努力了解剧本的故事全盘，并以第一人称视角置身于故事中、获取案件信息、研判人物关系和相关线索。
在游戏中，每个玩家所获取的訊息都相对有限且片面，玩家在不同角色视角下所感知的时间视角、 案件线索、剧情细节也有所差异，甚至彼此间还有需要隐藏的秘密。因此为探求案件的真相，还原故事的完整性，玩家需要通过互动来收集、研判信息等进而推理出完整的故事发展和案件真凶。

## 历史

### 起源
剧本杀又名“谋杀之谜”，是一种起源于欧美的实景社交推理游戏。犯罪小說始于十九世纪上半叶。而聚會游戲眨眼謀殺至少可以追溯到二十世纪初，其中一名玩家被秘密选为殺人犯，能够通过向其他玩家眨眼来「杀死」他们，而凶手则试图避免被发现。1935年，美国Parker Brothers公司发行了名为“Jury Box”的游戏，在这款游戏中，玩家将以“陪审员”角色分析研判游戏提供的六件谋杀案相关资料，来推理案情并就凶手进行投票，在投票后案情的真相会被公布出来，被认为是首款谋杀之谜游戏。
1948年，妙探寻凶于北美发行，该游戏将玩家设置为嫌疑犯角色，通过每轮玩家间的互动来推理、排除线索并找出凶案内情。但该游戏每局的凶案内情随其开局的卡牌情况而不断改变，这区别与现代剧本杀中，剧本内容涵盖大量角色背景资料、故事元素、任务目标的叙事模式。

### 发展
2013年，美国广播公司首播真人秀《谁是真凶?》，节目中的13名参赛选手将调查多起悬案，而凶手就躲藏在参赛选手之中。同年，一款名为《死穿白》（Death Wears White）的谋杀之谜作品由英国被翻译引进中國，这是中國玩家能够接触到的第一部剧本杀作品。
2014年5月10日，JTBC電視台推出综艺节目《Crime Scene 犯罪現場》，该节目以神秘杀人事件为背景，参与者需要通过取证、推理来摆脱自身的凶手嫌疑，找出真凶。芒果TV在购买了韩国《犯罪現場》节目版权后，于2016年首播明星推理真人秀节目《明星大侦探》，让剧本杀走入中國人视野。截止2019年底，中國的剧本杀线下店为1.2万家；至2020年，规模达到3萬家。
2020年8月10日，中國多个国家级新闻媒体呼吁加强对剧本杀中的暴力犯罪、黄色的内容监管。2021年11月，上海市文化和旅游局发布《上海市密室剧本杀内容备案管理规定（征求意见稿）》，要求经营单位应对经营中使用的剧本开展自审，并将自审通过的剧本交市文化旅游局或所在区文化旅游局备案登记。2022年1月13日，上海文旅局发布《上海市密室剧本杀内容备案管理规定》，并于3月1日起实施。上海成为中華人民共和國首个将密室剧本杀纳入管理的城市。3月1日，上海首张劇本殺《备案登记证明》发出。
2022年以来，受奥密克戎变异株流行带来的频繁疫情管控、监管力度加强、中國经济增速下滑等因素影响，中國剧本杀行业发展受阻，出现闭店潮。2022年12月，上海警方侦破中國首例侵犯剧本杀著作权案。

## 线下游戏流程
1. 玩家选择好自己想要扮演的角色（或组织者直接分配），组织者发背景和人物介绍给玩家
2. 玩家获得自己角色的剧本。
3. 玩家阅读自己的角色剧本并掌握角色身份与任务目标。
4. 玩家将自己代入到剧本中的角色身份并做自我介绍来展开剧本内容。
5. 玩家间互动、取得线索、分析线索来探索剧本的全盘故事内容。
6. 玩家对剧本故事终局进行投票选择，剧本结束。
7. 主持人公布剧本真相，引领玩家复盘、全览剧本故事内容。

## 游玩场所类型
剧本杀可根据游玩场所划分为线上式、实景搜证式、实景推理式三种场所类型。
1. 线上式：玩家通过网络上的剧本杀平台与其它玩家进行线上游玩。
2. 实景搜证式：玩家在线下与其它玩家游玩。在实景搜证式中，玩家获得的故事线索以线索卡的形式体现，该模式往往只需要一个房间即可游玩，场景布置、游玩成本较低。
3. 实景推理式：玩家在线下与其它玩家游玩。实景推理式的场景布置会还原剧本中涉及到的案发现场等，玩家通过实景推理获得故事线索，游玩成本较高。

## 游戏名词
- Dungeon Master/Game Master（中国大陆称为DM；香港、台湾称为GM）：指剧本杀主持人，通常剧本杀主持人需要在游戏开始前准备好背景音乐、串场台词、场景道具、玩家桌面准备等工作，在游戏中需要负责分发玩家剧本、掌控游戏进度、发放线索、故事与案件复盘等工作，游戏结束后需要整理剧本杀游玩所需要的道具物料和保持房间卫生[17][18]。
- NPC：遊戲中不为玩家扮演的角色。